# 彭寿莘
彭寿莘（1872年—1947年），字子耕。山东平度城里人。中华民国北洋政府军事将领。

## 生平
彭寿莘早年曾学习举业。后来，他入天津武备学堂。毕业后，他任职于北洋军第三师。1916年，他任补充一旅旅长。1919年，他随吴佩孚到湖南岳州、衡阳，渐成直军重要将领。
1920年7月直皖战争中，直军获胜，他升任第十四混成旅旅长。1922年5月第一次直奉战争时，他担任暂一师师长，在直军战胜奉军的过程中起了很重要的作用。他还作为直军全权代表之一，同奉军签订了停战协定。1922年9月他获将军府授“幹威将军”。1923年5月，他升任直军第十五师师长，率军驻扎于冀东，在山海关同奉军对峙，是曹锟、吴佩孚十分倚重的将领。
1924年9月第二次直奉战争爆发，吴佩孚任命他为第一路军总司令，和奉军主力战斗于山海关战场。然而当他在山海关外九门口一带和奉军激战时，直军第三路军总司令冯玉祥等人发动了北京政变，令直军全线崩溃，曹锟被迫下野。彭寿莘自此退出了政界，寓居北京。
1937年抗日战争爆发后，他多次拒绝日本侵略者的“出山”邀请，后来于1940年卖掉了在北京的住宅，返回家乡。1945年9月八路军解放平度，此后他作为开明士绅应平度县民主政府聘请担任特邀参议员。
1947年，彭寿莘病逝。
平度市内现存彭寿莘故居，位于现河公园，为青岛市文物保护单位。